# Набэсима Сигэцуна
Набэсима Сигэцуна (яп. 鍋島 茂綱, 3 октября 1582 — 11 января 1655) — японский военачальник периодов Адзути-Момояма и раннего Эдо, вассал родов Рюдзодзи и Набэсима, 21-й правитель Такэо в княжестве Сага. До получения фамилии Набэсима в разное время носил фамилии Гото, Рюдзодзи и Такэо.

## Биография
Родился 3 октября 1582 года в семье Гото Иэнобу, правителя Такэо, и Цумити, дочери Гото Такааки. В мае 1598 года, когда его отец Иэнобу, участвовавший в корейском походе, заболел и вернулся в Японию, Сигэцуна отправился в Корею вместо него. После смерти Тоётоми Хидэёси в августе того же года и завершения корейского похода он вернулся в Японию в декабре 1598 года.
В июне 1599 года Сигэцуна отремонтировал замок Готояма (замок Цукадзаки) в Такэо и переехал туда из замка Сумиёси (ныне город Ямаути). В 1600 году Рюдзодзи Масаиэ, глава рода Рюдзодзи, пожаловал ему фамилию Рюдзодзи.
В сентябре того же года, во время битвы при Сэкигахаре, Сигэцуна, ссылаясь на болезнь, не участвовал в сражении и вместо себя отправил своего вассала Хидаку Синсукэ с отрядом из 270 воинов чтобы присоединиться к Западной армии, однако они прибыли уже после победы Восточной армии. На обратном пути этот отряд попался на глаза Токугаве Иэясу, который спросил, чьи это войска, и Хидака ответил, что «Сигэцуна болен, и я явился вместо него, но путешествие по морю неожиданно затянулось», после чего Иэясу, обрадовавшись, подарил им гнедого коня. Однако существует анекдот, в котором говорится, что Хидака опоздал с прибытием к Западной армии, но Иэясу ошибочно принял его за одного из воинов Восточной армии и даровал награду, что было воспето как «случайная удача». В результате Хидака был вынужден отойти в Хирадо. В октябре того же года Набэсима Наосигэ, ранее поддерживавший Западную армию, выразил намерение подчиниться Иэясу и перешёл на сторону Восточной армии, атаковав Татибану Мунэсигэ, хозяина замка Янагава. В этом сражении Сигэцуна выступил в авангарде и, как сообщается, «добыл 360 голов».
В 1610 году из-за строительных работ, проводимых сёгунатом Токугава, в частности строительства замка Нагоя, княжество Сага оказалось под финансовым давлением. В связи с этим всем вассалам было приказано сдать треть своих земель, в результате чего доход владения Такэо сократился с 17 298 коку до 12 108 коку. В 1614 году Сигэцуна участвовал в зимней осаде Осаки. В следующем, 1615 году, также отправился на летнюю осаду Осаки, но, находясь в Муроцу в провинции Харима, получил известие о падении Осаки и не успел принять участие в сражении. В том же году, в соответствии с указом об одном замке на провинцию, укрепления замка Цукадзаки и ранее занимаемого замка Сумиёси были разрушены. С этого времени замок Цукадзаки стал резиденцией семьи Набэсимы из Такэо (Такэо-Набэсима).
В 1621 году, из-за ухудшения финансового положения княжества Сага, по предложению Таку Ясутоси, было решено дополнительно провести сдачу трети земель исключительно с четырёх ветвей Рюдзодзи (Исахая, Такэо, Таку, Суго). В результате доход владения Такэо сократился с 12 108 коку до 8 629 коку, и, вместе с предыдущей сдачей трети земель, доход Такэо уменьшился вдвое. В 1628 году Сигэцуна был назначен на должность фусин-бугё (управляющим  строительных работ) для строительства замка Осака. Примерно в это время, как считается, он получил фамилию Набэсима от даймё княжества Сага, Набэсимы Кацусигэ, и закрепил свой статус равный родственнику даймё.
В 1637 году Сигэцуна вместе со своим старшим сыном Сигэкадзу участвовал в подавлении восстания в Симабаре. 21 февраля следующего года, во время ночной атаки, он «зарубил множество врагов» и, как сообщается, получил награду от Набэсимы Кацусигэ. В 1646 году Таку Сигэтоки, занимавший должность управляющего, был отстранён из-за неспособности выплатить личные займы, и Сигэцуна был назначен на его место. Переход должности от Таку к Такэо, также ветви Рюдзодзи, ознаменовало укоренение представителей рода Рюдзодзи в системе управления княжеством.
Набэсима Сигэцуна первым браком был женат на дочери Нагаты Сумииэ, а вторым на дочери Набэсимы Тадасигэ, даймё Касимы. Его дочь, Оман, стала женой Набэсимы Наохиро, правителя Сироиси.